# Wolnei Caio
Wolnei Caio (sinh ngày 10 tháng 8 năm 1968) là một cầu thủ bóng đá người Brasil.

## Sự nghiệp câu lạc bộ
Wolnei Caio đã từng chơi cho Kashiwa Reysol.

## Thống kê câu lạc bộ

### J.League
| Đội            | Năm       | J.League | J.League | J.League Cup | J.League Cup | Tổng cộng | Tổng cộng |
| Đội            | Năm       | Trận     | Bàn      | Trận         | Bàn          | Trận      | Bàn       |
| -------------- | --------- | -------- | -------- | ------------ | ------------ | --------- | --------- |
| Kashiwa Reysol | 1995      | 9        | 4        | -            | -            | 9         | 4         |
| Tổng cộng      | Tổng cộng | 9        | 4        | 0            | 0            | 9         | 4         |